# Teatro Malibran
Teatro Malibran je benátské divadlo založené roku 1678. Během své existence vystřídalo několik jmen. Otevřeno bylo jako Teatro San Giovanni Grisostomo (nebo Crisostomo) podle nedalekého kostela. Od roku 1797 bylo známo jako Teatro Civico. V roce 1834 změnilo nakrátko jméno na Teatro Emeronitto, ale hned od následujícího roku se na počest slavné zpěvačky Marie Malibran, která finančně podpořila obnovu divadla, nese název Teatro Malibran.

## Historie
Teatro San Giovanni Grisostomo postavil architekt Tommaso Bezzi pro rodinu Grimani. Otevřeno bylo během karnevalu roku 1678 operou Carla Pallavicina Vespasiano. Záhy bylo známo jako „největší, nejkrásnější a nejbohatší divadlo ve městě“. Pověst divadla přitahovala i vynikající umělce. V divadle byly uváděny opery Carla Francesca Pollarola, Alessandra Scarlattiho i Georga Friedricha Händela a účinkovali pěvci jako Margherita Durastanti a kastrát Farinelli.
Počínaje rokem 1730 začal význam divadla pomalu klesat, i když se mu podařilo udržet svou pozici v čele benátských divadel až do poloviny osmnáctého století. Od roku 1737 byla v divadle uváděna také činoherní představení. Mezi nimi zejména komedie Carla Goldoniho. Po roce 1751 operní představení z divadla téměř vymizela. Provoz divadla se podařilo udržet i po pádu Benátské republiky a následné francouzské okupaci.
V roce 1819 se stal, vedle města, podílníkem divadla Giovani Gallo, který divadlo zrekonstruoval. Divadlo bylo znovuotevřeno operou Gioacchina Rossiniho Straka zlodějka (La gazza ladra). Situace divadla se dále zhoršovala, jediným vlastníkem se stal Giovanni Gallo. Pokračoval v rekonstrukci a divadlu dal nové jméno: Teatro Emeronitto (Divadlo dne a noci). Pod tímto jménem zahájilo divadlo provoz operou Nápoj lásky od Gaetana Donizettiho. 8. dubna 1835 přijela slavná zpěvačka Maria Malibran zpívat hlavní roli v představení opery Vincenze Belliniho La sonnambula (Náměsíčná) odmítla honorář a požádala, aby finanční prostředky byly věnovány na zlepšení podmínek divadla. Na její počest od té doby nese divadlo název Teatro Malibran.
Poslední rekonstrukce divadla proběhla na konci 20. století. Obnovené divadlo bylo otevřeno 23. května 2001 za účasti prezidenta republiky Carla Azeglia Ciampi koncertem z děl Giuseppe Verdiho, Vincenze Belliniho a Richard Wagnera. Dnes divadlo Malibran provozuje Nadace Teatro La Fenice a hostí operní, koncertní a taneční vystoupení a bienále.

## Operní premiéry v 17. a 18. století

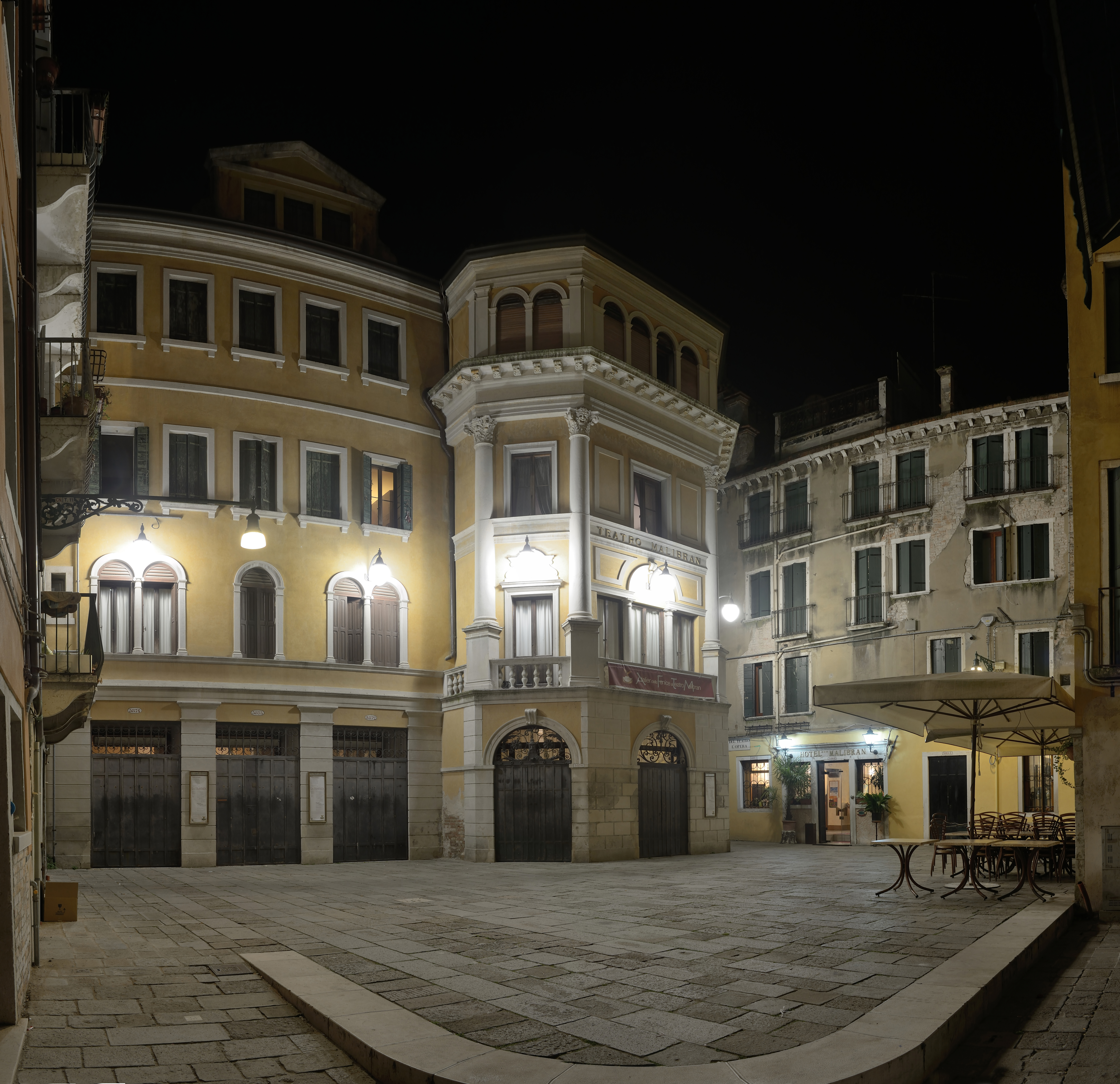
Teatro Malibran v noci.

- Vespasiano (Carlo Pallavicino), 1678
- Nerone (Carlo Pallavicino), 1679
- Il ratto delle Sabine (Pietro Simone Agostini), 1680
- Antioco il grande (Giovanni Legrenzi), 1681
- Creso (Giovanni Legrenzi), 1681
- Flavio Cuniberto (Gian Domenico Partenio), 1681
- Carlo re d'Italia (Carlo Pallavicino), 1682
- Flavio Cuniberto (Domenico Gabrielli), 1682
- Il re infante (Carlo Pallavicino), 1683
- Licinio imperatore (Carlo Pallavicino), 1683
- Ricimero re de' Vandali (Carlo Pallavicino), 1684
- Massimo Puppieno (Carlo Pallavicino), 1685
- Penelope la casta (Carlo Pallavicino), 1685
- Amore inamorato (Carlo Pallavicino), 1686
- Didone delirante (Carlo Pallavicino), 1686
- L'amazone corsara, ovvero L'Alvida regina de' Goti, 1686
- Elmiro re di Corinto (Carlo Pallavicino), 1686
- La Gerusalemme liberata (Carlo Pallavicino), 1687
- Carlo il Grande (Domenico Gabrielli), 1688
- Orazio (G. F. Tosi), 1688
- La pace fra Tolomeo e Seleuco (Carlo Francesco Pollarolo), 1691
- Onorio in Roma (Carlo Francesco Pollarolo), 1692
- L'Ibraim sultano (Carlo Francesco Pollarolo), 1692
- La forza della virtù (Carlo Francesco Pollarolo), 1693
- Ottone (Carlo Francesco Pollarolo), 1694
- Irene (Carlo Francesco Pollarolo), 1694
- Il pastore d'Anfriso (Carlo Francesco Pollarolo), 1695
- La Rosimonda (Carlo Francesco Pollarolo), 1695
- Ercole in cielo (Carlo Francesco Pollarolo), 1696
- Amor e dovere (Carlo Francesco Pollarolo), 1696
- Marzio Coriolano (Carlo Francesco Pollarolo), 1698
- Il Faramondo (Carlo Francesco Pollarolo), 1698
- Il repudio d'Ottavia (Carlo Francesco Pollarolo), 1699
- Lucio Vero (Carlo Francesco Pollarolo), 1699
- Il colore fa' la regina (Carlo Francesco Pollarolo), 1700
- Il delirio comune per l'incostanza dei genii (Carlo Francesco Pollarolo), 1700
- Catone Uticenze (Carlo Francesco Pollarolo), 1701
- L'odio e l'amore (Carlo Francesco Pollarolo), 1702
- Venceslao (Carlo Francesco Pollarolo), 1703
- La fortuna per dote (Carlo Francesco Pollarolo), 1704
- Il giorno di notte (Carlo Francesco Pollarolo), 1704
- Il Dafni (Carlo Francesco Pollarolo), 1705
- Filippo, re della Grecia (Carlo Francesco Pollarolo), 1706
- Flavio Bertarido, re dei Longobardi (Carlo Francesco Pollarolo), 1706
- Il selvaggio eroe (Antonio Caldara), 1707
- Alessandro in Susa (Luigi Mancia), 1708
- Sofonisba (Antonio Caldara), 1708
- Il vincitor generoso (Antonio Lotti), 1709
- Agrippina (Georg Friedrich Händel), 1709
- Ama più chi men si crede (Antonio Lotti), 1709
- Il comando non inteso et ubbidito (Antonio Lotti), 1710
- Isacio tiranno (Antonio Lotti), 1710
- Il tradimento traditor di se stesso (Antonio Lotti), 1711
- La forza del sangue, (Antonio Lotti), 1711
- L'infedeltà punita (Antonio Lotti), 1711
- Publio Cornelio Scipione (Carlo Francesco Pollarolo), 1712
- L'infedeltà punita (Carlo Francesco Pollarolo), 1712
- Spurio postumio (Carlo Francesco Pollarolo), 1712
- Porsenna (Antonio Lotti), 1713
- Irene augusta (Antonio Lotti), 1713
- Semiramide (Carlo Francesco Pollarolo), 1714
- Il germanico (Carlo Francesco Pollarolo), 1716
- Foca suberbo (Antonio Lotti), 1716
- Ariodante (Carlo Francesco Pollarolo), 1716
- Alessandro Severo (Antonio Lotti), 1717
- Eumene (Tomaso Albinoni), 1717
- Astianatte (Antonio Maria Bononcini), 1718
- Ifigenia in Tauride (Giuseppe Maria Orlandini), 1719
- Leucippo e Teonoe (Antonio Pollarolo), 1719
- Paride (Giuseppe Maria Orlandini), 1720
- Il Lamano (Michelangelo Gasparini), 1720
- Teodorico (Giovanni Porta), 1720
- Nerone (Giuseppe Maria Orlandini), 1721
- Lucio Papirio dittatore (Antonio Pollarolo), 1721
- Plautilla (Antonio Pollarolo), 1721
- Giulio Flavio Crispo (Giovanni Maria Capelli), 1722
- Romolo e Tazio (Carlo Luigi Pietragrua), 1722
- Venceslao (Giovanni Maria Capelli, Antonio Pollarolo a Giovanni Porta), 1722
- Mitridate, re di Ponto vincitor di se stesso (Giovanni Maria Capelli), 1723
- Gli equivoci d'amore e d'innocenza (Francesco Gasparini), 1723
- Ipermestra (Geminiano Giacomelli), 1724
- Il trionfo della virtù (Francesco Brusa), 1724
- Il più fedel tra gli amici (Michelangelo Gasparini), 1724
- Berenice (Giuseppe Maria Orlandini), 1725
- Siface (Nicola Porpora), 1725
- Il trionfo di Flavio Olibrio (Giovanni Porta), 1726
- Meride e Selinunte (Nicola Porpora), 1727
- Aldiso (Giovanni Porta), 1727
- Arianna e Teseo (Nicola Porpora), 1727
- Argene (Leonardo Leo), 1728
- Ezio (Nicola Porpora), 1728
- Catone in Utica (Leonardo Leo), 1729
- Semiramide riconosciuta (Nicola Porpora), 1729
- L'abbandono di Armida (Antonio Pollarolo), 1729
- Onorio (Francesco Ciampi), 1729
- Artaserse (Johann Adolf Hasse), 1730
- Idaspe (Carlo Broschi), 1730
- Massimiano (Giuseppe Maria Orlandini), 1731
- Demetrio (Johann Adolf Hasse), 1732
- L'Issipile (Giovanni Porta), 1732
- Epaminonda (Geminiano Giacomelli), 1732
- Adriano in Siria (Geminiano Giacomelli), 1733
- Merope (Geminiano Giacomelli), 1734
- La clemenza di Tito (Leonardo Leo), 1735
- Rosbale (Nicola Porpora), 1737
- Demofoonte (Gaetano Latilla), 1738
- Alessandro Severo (Andrea Bernasconi), 1738
- Viriate (Johann Adolf Hasse), 1739
- Ottone (Gennaro d'Alessandro), 1740
- Oronte re de' Sciti (Baldassare Galuppi), 1740
- Didone abbandonata (Andrea Bernasconi), 1741
- Tigrane (Giuseppe Arena), 1741
- Merope (Niccolò Jommelli), 1741
- Statira (Nicola Porpora), 1742
- Il Bajazet (Andrea Bernasconi), 1742
- Semiramide (Niccolò Jommelli), 1742
- La ninfa Apollo (Andrea Bernasconi), 1743
- Arsace (Baldassare Galuppi), 1743
- Siroe re di Persia (Gennaro Manna), 1743
- Meride e Selinunte (Pietro Chiarini), 1743-4
- Ipermestra (Christoph Willibald Gluck), 1744
- Semiramide riconosciuta (Johann Adolf Hasse), 1744
- Antigono (Andrea Bernasconi), 1745
- Sofonisba (Niccolò Jommelli), 1745
- Artaserse (Girolamo Abos), 1746
- Tito Manlio (2. verse, Niccolò Jommelli), 1746
- Evergete (Lorenzo Gibelli), 1748
- Ciro riconosciuto (Niccolò Jommelli), 1749
- Siroe (Gioacchino Cocchi), 1750
- Artaserse (Antonio Gaetano Pampani), 1750
- Didone abbandonata (Gennaro Manna), 1751
- Le nozze di Paride (Baldassare Galuppi), 1756
- Cajo Mario (Baldassare Galuppi), 1764
- Notte si fausta (Ferdinando Bertoni), 1764
- Achille in Sciro (Florian Leopold Gassmann), 1766
- Il finto pazzo per amore (Michele Mortellari), 1779
- L'arrivo del burchiello da Padova a Venezia (Luigi Caruso), 1780
- Il geloso corretto (Francesco Gnecco), 1803
- Il finto fratello (Francesco Gnecco), 1803
- La prima prova dell'opera Gli Orazi e Curiazi (Francesco Gnecco), 1803
- Irene e Fliandro (Luigi Antonio Calegari), 1808